# 变形金刚电影系列
《变形金刚》（英語：Transformers）是一个美国科幻动作电影系列，由派拉蒙製作和发行，基于孩之宝和多美合作创造的同名玩具產品系列，迈克尔·贝执导了该系列的前五部：《变形金刚》（2007）、《复仇之战》（2009）、《月黑之时》（2011）、《绝迹重生》（2014）和《最后的骑士》（2017）；由於第五集的票房低於前四部，原定的第六集計畫被取消，並於2018年推出了由崔維斯·奈特執導的《大黃蜂》作為重啟的前傳，並於2023年推出了重啟三部曲的第一部曲，被稱為變形金剛第七集的《萬獸崛起》，由小史蒂芬·卡普爾執導。
该系列收到了较多的负面评价，受到的批评主要针对情节、粗糙的幽默、过度使用产品植入和影片长度，然而许多人称赞了其视觉效果、动作场面和音乐，它在票房最高的电影系列中排名第14，总票房超過54亿美元；其中《月黑之时》和《绝迹重生》的单独票房收入超过10亿美元。

## 電影

### 《变形金刚》（2007）
《变形金刚》是该系列第一部影片，于2007年7月3日上映。它在全球收获了7.09亿美元票房。它由迈克尔·贝执导，编剧为艾里克斯·库兹曼和罗伯托·奥利奇，剧本由库兹曼、奥利奇和约翰·罗杰斯编写，主演为希安·拉博夫和梅根·福克斯。

### 《变形金刚：复仇之战》（2009）
《变形金刚：复仇之战》是该系列第二部影片，于2009年6月24日上映。它在全球收获了8.363亿美元票房。它由迈克尔·贝执导，编剧为艾仁·克鲁格、罗伯托·奥利奇和艾里克斯·库兹曼，主演为希安·拉博夫和梅根·福克斯。

### 《变形金刚3》（2011）
《变形金刚3》是该系列第三部影片，于2011年6月29日上映，有3D和IMAX 3D版本。它在全球收获了11.24亿美元票房。它由迈克尔·贝执导，编剧为艾仁·克鲁格，主演为希安·拉博夫和罗茜·汉丁顿-惠特莉。

### 《变形金刚4：绝迹重生》（2014）
《变形金刚4：绝迹重生》是该系列第四部影片，于2014年6月27日日上映，有2D和3D版本。它在全球收获了11.04亿美元票房。它由迈克尔·贝执导，编剧为艾仁·克鲁格，主演为马克·沃尔伯格和史丹利·图奇。

### 《变形金刚5：最后的骑士》（2017）
《变形金刚5：最后的骑士》是该系列第五部影片，于2017年6月21日上映，有2D和3D版本。它在全球收获了4.317亿美元票房。它由迈克尔·贝执导，编剧为阿特·马库姆、马特·霍洛韦和肯·诺兰，主演为马克·沃尔伯格和安东尼·霍普金斯。该影片是该系列最后一次由迈克尔·贝执导，该系列将为未来的后续作品寻求新导演。

### 《大黃蜂》（2018）
《大黃蜂》是電影系列重啟後的全新第一章，並被視為该系列第六部影片，於2018年12月21日首映，有2D和3D版本。主演为大黄蜂和海莉·斯坦菲尔德，由克里斯蒂娜·霍德森编写脚本，导演为崔维斯·奈特，这是他导演真人影片的处女作。故事设定为發生於1987年，是《變形金剛》重啟三部曲的前傳。

### 《變形金剛：萬獸崛起》（2023）
《變形金剛：萬獸崛起》是該系列第七部影片，由小史蒂芬·卡普爾執導，達內爾·梅耶爾和喬許·彼得斯共同撰寫劇本，喬比·哈諾德編劇。為《大黃蜂》的直接續集、《變形金剛》重啟三部曲的開端，故事设定为發生於1994年，由安東尼·拉莫斯、多米妮可·斐許巴克和蘿倫·維萊斯主演，定於2023年6月9日在美国上映。

### 《變形金剛：源起》（2024）
《變形金剛：源起》是一部電腦動畫科幻片，由喬許·庫利執導，安德魯·巴勒和蓋布瑞爾·法拉利共同撰寫劇本，主要配音員包括克里斯·漢斯沃、布萊恩·泰瑞·亨利、史嘉蕾·喬韓森、基根-麥可·奇、喬·漢姆和勞倫斯·費許朋，由派拉蒙影業排定在2024年9月13日於美國上映。

## 未来續集計劃
- 未命名《萬獸崛起》續集：2022年2月，派拉蒙宣布《變形金剛：萬獸崛起》將成為新電影三部曲的第一部[13][14]。2023年5月，報道指派拉蒙正計劃製作變形金剛與《特種部隊系列》跨界合作的電影[15]。2023年6月，洛倫佐·迪·波納文圖拉表示，在與《特種部隊系列》合作之前，未來的作品將逐步包含《特種部隊》中的元素和角色；導演小史蒂芬·卡普爾表示，討論內容包括加入其他行星上的變形金剛派系[16]，電影製片人表示有興趣進一步探索變形金剛的起源，並希望將來能包含更多關於其創造者普萊瑪斯的故事[17]。2024年4月，派拉蒙在CinemaCon 2024上正式宣布將會推出變形金剛與特種部隊跨界合作的電影[18]。

## 扩展作品
除了电影之外，该电影系列在电影上映前后还有一些扩展作品。这包括漫画书、视频游戏和小说。这些小说部分地基于电影本身，而视频游戏与电影并没有连续性，漫画书和绘画小说则保持了与电影的连续性，并对电影的故事情节作了部分补充。

## 制作过程

### 《变形金刚》
在开发第一部影片时，制片人唐·墨菲正在计划改编出一部特种部队电影。但是，当美国在2003年3月发动战争入侵伊拉克时，孩之宝建议暂停特种部队计划，代之以改编变形金刚主题。汤姆·迪桑图也加入进来，因为他是变形金刚迷。他们会见了漫画书的作者西蒙·弗曼，并主要借用了G1系列的卡通和漫画。他们将母体作为麦高芬，虽然墨菲因黑客帝国系列为它重新命了名。迪桑图选择从人类视角来编写影片处理，以吸引观众，同时墨菲想让它有一个现实的基调——象一部灾难片的回忆录。该处理使用的角色包括汽车人的擎天柱、铁皮、爵士、警车、阿尔茜、救护车、千斤顶、大黄蜂和霸天虎的威震天、红蜘蛛、声波、机器狗、激光鸟、轰隆隆、闹翻天和震荡波。
作为一个变形金刚漫画和玩具迷，2004年斯蒂芬·斯皮尔伯格出任了该片的执行制片人。在约翰·罗杰斯写的第一份手稿中，由四个汽车人对抗四个霸天虎，并且方舟（Ark）飞船也有不少戏份。罗伯托·奥利奇和艾里克斯·库兹曼也是变形金刚的卡通迷，他们在2005年2月被雇来重写剧本。斯皮尔伯格建议把重点放在“一个男孩和他的汽车”上。这启发了奥利奇和库兹曼，因为它传达了成年人和责任的主题——“在美国一辆汽车所代表的的东西”。山姆和米凯拉的角色是奥利奇和库兹曼的第一稿中给出的唯一观点。起初变形金刚们没有对话，因为制片人们担心说话的机器人看起来很可笑。但编剧们认为，如果不让机器人说话，可能会引起变形金刚迷的不满，即使机器人说话看起来很蠢。第一稿中还有一个战斗场景在科罗拉多大峽谷。斯皮尔伯格看了奥利奇和库兹曼的每一版草稿，并给出了修改意见。在整个制作过程中，编剧们保留了相关设定，在混音期为机器人增加了额外的对话（尽管这些都没有出现在最终的影片中，影片也比最初的剪辑短了十五分钟）。弗曼的《终极指南》由多林金德斯利出版，其中记载了整个制作过程中的编剧素材。影片的工作名称使用了《领袖之证》，这也是梦波产品的第一本《变形金刚》漫画书的名字。
2005年7月30日，斯皮尔伯格请迈克尔·贝来作导演，但是他摒弃了将该电影作为一部“愚蠢的玩具电影”。尽管如此，他想与斯皮尔伯格一起工作，并因为这个孩之宝创造的神话赢得了新的尊重。迈克尔·贝认为第一稿“太小孩子气”，因此他在故事中增加了军队的角色。编剧们从《特种部队》中寻找战士角色的灵感，但又小心不将两个品牌搞混。因为奥利奇和库兹曼并不希望电影看起来像一个征兵广告，他们选择让军队相信在霸天虎进攻的背后是类似伊朗的国家，同时让霸天虎主要变形为军用车辆。在为其它电影工作的时候，迈克尔·贝从一个士兵处要到了五角大楼的联系方式，但经过努力却发现毫无用处。最后，凭借伦诺克斯的努力，迈克尔·贝才得以和五角大楼建立联系。
奥利奇和库兹曼尝试使用众多的变形金刚，最终选择了在制片人中最受欢迎的一些角色。迈克尔·贝承认，大部分霸天虎在他们的名字或角色成型之前就选好了，因为孩之宝必须开始设计这些玩具了。某些角色的名字被改变了，因为它们被泄露了，以至让迈克尔·贝心烦。只有擎天柱、威震天、大黄蜂和红蜘蛛是在每一稿中都出现的角色。阿尔茜是奥利奇和库兹曼引入的女变形金刚，但后来她被删掉了，因为他们发现很难解释机器人的性别；迈克尔·贝也不喜欢她的摩托车造型，因为他觉得太小了。一个早先的想法是让霸天虎同时攻击全球多个地方，后来也被舍弃了，而用在了后续影片中。

### 《复仇之战》
在2007年9月，派拉蒙宣布将在2009年6月下旬上映《变形金刚》的续集。在影片制作期间，一个需要克服的主要障碍是2007年－2008年美国编剧协会大罢工，以及美国导演协会和影视演员协会可能领导的罢工。迈克尔·贝开始以上部影片中未被选中的角色为主创作动作序列的分镜；这将允许动画师们完成序列，即使美国导演协会于2008年7月举行罢工，尽管这最终并没有发生。导演曾经想过，在《变形金刚》和它的续集之间做一个小项目，但又不想让其他人染指。该影片的预算为2亿美元，比第一部多5千万，并且原先被写入续集的一些动作场面被删减，比如擎天柱在该片中再次被引入的方式。洛伦佐·迪·波纳文图拉说，工作室计划同时拍摄两部续集，但他和迈克尔·贝取得了一致，在该系列中放弃这一想法。
编剧罗伯托·奥利奇和艾里克斯·库兹曼最初错过了这部续集，因为时间太忙。2007年5月工作室开始求助其他编剧，但他们都不为所动，他们相信奥利奇和库兹曼会回来。工作室还签下了艾仁·克鲁格，因为他对变形金刚神话的知识让迈克尔·贝和孩之宝总裁布莱恩·戈德纳印象深刻，还因为他是奥利奇和库兹曼的朋友。编剧三人组共得到了8百万美元报酬。剧本创作被2007年－2008年美国编剧协会大罢工所打断，但为了避免延误，编剧们先花了两周写了一个影片处理，并在罢工开始前一晚提交了。然后迈克尔·贝在此基础上扩充为一个六十页的剧本论述，充实动作，增加更多笑点，以及选择多数新角色。三个编剧被迈克尔·贝“锁”在两个酒店房间里，花了四个月时间完成了剧本：克鲁格在他自己的房间写，三人会一天两次检查其他人的工作。
奥利奇将该电影的主题描述为“远离家乡”，汽车人生活在地球上因为他们无法重建赛伯坦，而萨姆也去上大学了。他想让机器人和人类之间的焦点“更加均衡”，“赌注越大”，科幻元素越突出。洛伦佐·迪·波纳文图拉说，电影里总共有大约四十个机器人，而工业光魔的斯科特·法拉尔说实际上有六十个。奥利奇补充说，他想增加其中的笑料，并认为他管理了更加“粗暴”的笑话，通过平衡他们与一个更加严肃的接近变形金刚神话的情节。迈克尔·贝承认，他想通过使音调更阴沉来讨好变形金刚迷，并且“妈妈会认为电影安全得足以带着孩子们去看”，尽管他的商标幽默感。
在《变形金刚》上映之前，制片人迪桑图有“一个很酷的想法”来引入恐龙金刚，而迈克尔·贝则对上部影片中放弃的航空母舰感兴趣。奥利奇声称他们并没有将这些角色纳入《复仇之战》，因为他们无法证明恐龙金刚的形式选择，也不适合引入航母。奥利奇也承认他轻视恐龙金刚，因为他不喜欢恐龙。“我认识到我在那个部门是个怪物”，他说，但在拍摄过程中，他变得喜欢他们了，因为他们在变形金刚迷中名气很大。他还说：“我看不出变形金刚为什么会感到需要在一群蜥蜴跟前伪装自己。电影是明智的，我是说。既然大家都喜欢，也许将来会有恐龙金刚。”然而，迈克尔·贝说他讨厌恐龙金刚，在这些电影里从未考虑过使他们成为重要角色。

### 《月黑之时》
对于第三部电影，作为《复仇之战》上映前的一项先声夺人的措施，迈克尔·卢基和派拉蒙在2009年3月16日宣布，第三部影片将会在2011年7月1日上映IMAX 3D版本，但是导演迈克尔·贝对此有一个奇怪的反应：
 我说我已经离开《变形金刚》一年了。派拉蒙在敲定《变形金刚3》时犯了个错——他们在电话里问我——我说7月1号可以——但是我说的是2012年—— 哎呀！不是2011年！那将意味着我得在9月份开始准备。没门。我的大脑需要从打斗的机器人中抽出来休息休息。
编剧罗伯托·奥利奇和艾里克斯·库兹曼曾为前两部《变形金刚》电影工作，他们拒绝再为第三部电影工作。库兹曼说：“这个主题很精彩，它应该总是保持新鲜。我们只是觉得好象我们做了很多，但并没有深入思考下一步往哪里去。”《复仇之战》的编剧之一艾仁·克鲁格成为了《月黑之时》唯一的编剧。克鲁格频繁会见工业光魔的视觉特效人员，他们建议了象切尔诺贝利这样的场景。
2009年10月1日迈克尔·贝透露，《月黑之时》已进入前期制作阶段，并且其计划上映时间已回到原定的2011年7月1日，而不是2012年。由于《阿凡达》成功地重燃了观众对3D电影技术的兴趣，派拉蒙、工业光魔和迈克尔·贝讨论了下一部《变形金刚》电影使用3D技术的可能性，并进行了测试，以使该技术进入迈克尔·贝的工作。起初迈克尔·贝对这种形式不是很感兴趣，因为他觉得这并不适合他“进取型”的电影创作风格，但在和《阿凡达》的导演詹姆斯·卡梅隆会谈后，他被说服了。卡梅隆甚至提供了那部影片的技术人员。据报道，卡梅隆告诉迈克尔·贝关于3D：“你必须把它看作玩具，它是另一个有趣的工具，可以帮助我们塑造情感和性格，并取得一种新的经验。”迈克尔·贝勉强开始用3D摄影机拍摄，因为在试验中他发现对于他的拍摄风格来说这太繁琐了。但是他并不想在后期制作中实现这项技术，因为他对结果不满意。除了使用由卡梅隆团队开发的3D融合摄影机装备之外，迈克尔·贝及其团队还花了九个月时间开发了更加便携的3D摄影机，可以被带到外景拍摄地。
在《复仇之战》蓝光影碟的隐藏花絮中，迈克尔·贝表示他不打算让《变形金刚3》比《复仇之战》更庞大，而是打算更深入神话中，给予它更多的性格开发，并使它更黑暗、更感人。在《复仇之战》的蓝光影碟中，宇宙大帝短暂地出现在一个秘密的《变形金刚3》预览中。最终，制片人决定放弃一个情节，其中有一个吞噬星球的变形金刚，也没有对这一主题作更多解释。2010年10月透漏，影片最后的名字是《月黑之时》，此前它一直被称为《变形金刚3》。在《复仇之战》收到了普遍的批评之后，迈克尔·贝承认剧本存在缺陷，并指责影片之前的2007年－2008年美国编剧协会大罢工带来很多问题。迈克尔·贝承诺，最后一部影片将没有“愚蠢的笑料”。2010年3月19日，剧本宣布完成。

### 《绝迹重生》
2012年2月制片人迪·波纳文图拉表示，已经在着手第四部影片，计划2014年上映，迈克尔·贝将担任导演和制片。同一天，派拉蒙和迈克尔·贝宣布第四部影片将于2014年6月27日上映。埃仁·克鲁格将创作剧本，象前几部影片一样将由史蒂夫·贾布隆斯基配乐。电影被设定在《变形金刚：月黑之时》的四年之后。希安·拉博夫将不会在续集中出现,而马克·沃尔伯格将出演主要角色。2012年11月开始，再寻找两个主要演员。伊莎贝尔·考尼什、尼古拉·佩尔茨、加布瑞拉·王尔德和玛格丽特·库利都被考虑过饰演马克·沃尔伯格的角色的女儿，而卢克·格里姆斯、兰登·莱伯隆、布伦顿·思韦茨、杰克·雷诺和亨特·帕瑞施都被考虑过饰演她开赛车的男朋友。迈克尔·贝在他的网站上宣布，雷诺将饰演男朋友的角色，而第四部影片将开始整个系列的下一部分；影片将是《月黑之时》更黑暗的续集，将会有不同的感觉。彼得·库伦将仍旧为擎天柱配音。泰瑞斯·吉布森还在讨论再次出演他的角色。格伦·莫肖尔说，他签订了两部影片的合同，将再次出演他的角色，但后来证实，莫肖尔不会回来了。该片预算为1.65亿美元，计划于2013年4月到11月间在伦敦拍摄，在迈克尔·贝执导的另一部影片《付出与收获》完成剪辑之后。
2013年1月8日宣布，雷诺将加入，与沃尔伯格一起担任主演。在Michaelbay.com论坛，网站管理员尼尔森确认将在芝加哥拍摄。2013年3月20日，影片的情节被曝光：“在《变形金刚3：月黑之时》的结局中，人类收拾残局，汽车人与霸天虎都从地球表面消失了。然而，一群强大、聪明的商人和科学家试图学习过去的变形金刚，推动技术边界超越他们的控制能力——此时一个古老、强大的变形金刚正将威胁瞄准地球。史诗般地冒险，善与恶的斗争，自由与奴役接踵而至。”但后来发现这是不准确的。
2013年3月26日，尼古拉·佩尔茨被选为女主演。迈克尔·贝证实，这部电影将是3D的。迈克尔·贝向Collider透露，史丹利·图奇已经加入了演员阵容，并且影片将是第一部使用更小的IMAX 3D数字摄影机的电影。2013年5月1日宣布，演员凯尔塞·格拉玛将出演人类反派头目，名为“哈罗德·亚汀杰”。2013年5月6日，女演员索菲亚·迈尔斯被宣布出演一个主要配角。同月，中国女演员李冰冰和喜剧演员T·J·米勒加入演员阵容。
T·J·米勒已被确认加入演员阵容，饰演马克·沃尔伯格的角色最好的朋友，一个机械师。同时披露，有两个汽车人将具有第二载具形态。一辆蓝黑相间的2013年布加迪威龙Grand Sport Vitesse被命名为“漂移”（Drift），一辆绿色2014年C7科尔维特黄貂鱼概念车被命名准星（Crosshair）。一辆出自西星卡车的卡车将是影片中擎天柱的第二载具形态。而大黄蜂的第二载具形态则是古老的1967年雪佛兰卡玛洛的改进型，后来又变形为一辆2014年雪佛兰卡玛洛概念车。同时被披露的还有一辆绿色军车（后被证实为探长，Hound）和一辆白色紧急响应车。
2013年影片开始拍摄，外景地包括底特律、芝加哥、奧斯汀、洛杉矶和香港。

## 制作人员
| 片名     | 《变形金刚》                                            | 《复仇之战》                                            | 《月黑之时》                                            | 《绝迹重生》                                            | 《最后的骑士》                                                                                       | 《大黃蜂》                                                        | 《變形金剛：萬獸崛起》                                                         |
| -------- | ------------------------------------------------------- | ------------------------------------------------------- | ------------------------------------------------------- | ------------------------------------------------------- | --- | ----------------------------------------------------------------- | ------------------------------------------------------------------------------ |
| 年份     | 2007                                                    | 2009                                                    | 2011                                                    | 2014                                                    | 2017                                                                                                 | 2018                                                              | 2023                                                                           |
| 导演     | 迈克尔·贝                                               | 迈克尔·贝                                               | 迈克尔·贝                                               | 迈克尔·贝                                               | 迈克尔·贝                                                                                            | 崔維斯‧奈特                                                       | 小史蒂芬·卡普爾                                                                |
| 制片     | 洛伦佐·迪·波纳文图拉、唐·墨菲、汤姆·迪桑图、伊恩·布莱斯 | 洛伦佐·迪·波纳文图拉、唐·墨菲、汤姆·迪桑图、伊恩·布莱斯 | 洛伦佐·迪·波纳文图拉、唐·墨菲、汤姆·迪桑图、伊恩·布莱斯 | 洛伦佐·迪·波纳文图拉、唐·墨菲、汤姆·迪桑图、伊恩·布莱斯 | 洛伦佐·迪·波纳文图拉、唐·墨菲、汤姆·迪桑图、伊恩·布莱斯                                              | 洛倫佐·迪·波納文圖拉、麥可貝、湯姆·迪桑圖、唐·墨非、馬克·法拉狄恩 | 唐·墨菲、汤姆·迪桑图、麥可貝、馬克·法拉狄恩、洛伦佐·迪·波纳文图拉、鄧肯·亨德森 |
| 编剧     | 罗伯托·奥利奇、 艾里克斯·库兹曼                         | 艾仁·克鲁格、 艾里克斯·库兹曼、 罗伯托·奥利奇           | 艾仁·克鲁格                                             | 艾仁·克鲁格                                             | 肯·诺兰、 阿特·马库姆和马特·霍洛韦                                                                   | 克里斯蒂娜·哈德森                                                 | 喬比·哈諾德、達內爾·梅耶爾、喬許·彼得斯、埃里希·赫伯、喬恩·赫伯                |
| 剪辑     | 保罗·鲁贝尔、 格伦·斯坎特伯里、 汤姆·马尔登             | 汤姆·马尔登、 保罗·鲁贝尔、 罗杰·巴顿、 约珥·内古龙     | 罗杰·巴顿、 威廉·戈登伯格、 约珥·内古龙                 | 罗杰·巴顿、 威廉·戈登伯格、 保罗·鲁贝尔                 | 马克·桑格、 约翰·勒富尔、 黛布拉·尼尔-菲舍尔、 罗杰·巴顿、 亚当·格斯特尔、 卡尔文·维默尔、 朱莉·梦露 | 保羅‧魯貝爾                                                       | 斯圖爾特·利維、布雷特·M·里德、威廉·戈登伯格、喬爾·內格龍                       |
| 攝影     | 米切尔·阿蒙森                                           | 本·席尔森                                               | 阿米尔·莫克里                                           | 阿米尔·莫克里                                           | 乔纳森·塞拉                                                                                          | 瑪雅.西墨古奇                                                     | 盧拉·卡瓦略                                                                    |
| 配樂     | 史蒂夫·贾布隆斯基                                       | 史蒂夫·贾布隆斯基                                       | 史蒂夫·贾布隆斯基                                       | 史蒂夫·贾布隆斯基                                       | 史蒂夫·贾布隆斯基                                                                                    | 達里奧·馬里亞內利                                                 | 喬格尼·邦當                                                                    |
| 出品公司 | 迪·波纳文图拉影业、孩之宝工作室、愤怒影业               | 迪·波纳文图拉影业、孩之宝工作室、愤怒影业               | 迪·波纳文图拉影业、孩之宝工作室、愤怒影业               | 迪·波纳文图拉影业、孩之宝工作室、愤怒影业               | 迪·波纳文图拉影业、孩之宝工作室、愤怒影业                                                            | 孩之寶工作室、迪·波納文圖拉影业、騰訊影業                         |                                                                                |
| 发行     | 梦工厂、派拉蒙                                          | 梦工厂、派拉蒙                                          | 派拉蒙                                                  | 派拉蒙                                                  | 派拉蒙                                                                                               | 派拉蒙                                                            | 派拉蒙                                                                         |
| 时长     | 143分钟                                                 | 150分钟                                                 | 154分钟                                                 | 165分钟                                                 | 149分钟                                                                                              | 114分鐘                                                           | 127分鐘                                                                        |
| 上映日期 | 2007年7月3日                                            | 2009年6月24日                                           | 2011年6月29日                                           | 2014年6月27日                                           | 2017年6月21日                                                                                        | 2018年12月9日                                                     | 2023年6月9日                                                                   |
| 美国分级 | PG-13                                                   | PG-13                                                   | PG-13                                                   | PG-13                                                   | PG-13                                                                                                | PG-12                                                             | PG-13                                                                          |
| 英国分级 | 12                                                      | 12                                                      | 12                                                      | 12                                                      | 12                                                                                                   |                                                                   |                                                                                |

## 评价

### 票房表现
| 《变形金刚》                                                   | 2007年7月3日   | $319,246,193   | $390,163,587   | $709,709,780   | #36 #114(A) | #69  | $1.5亿-1.51亿  |
| 《变形金刚：复仇之战》                                         | 2009年6月24日  | $402,111,870   | $434,407,829   | $836,519,699   | #18 #81(A)  | #44  | $2亿-2.1亿     |
| 《变形金刚3》                                                  | 2011年6月29日  | $352,390,543   | $771,403,536   | $1,123,794,079 | #27 #129(A) | #10  | 1.95亿         |
| 《变形金刚4：绝迹重生》                                        | 2014年6月27日  | $245,439,076   | $858,614,996   | $1,104,054,072 | #91         | #14  | 2.10亿         |
| 《变形金刚5：最后的骑士》                                      | 2017年6月21日  | $130,168,683   | $475,256,474   | $605,425,157   | #603        | #218 | 2.17亿         |
| 《大黃蜂》                                                     | 2018年12月21日 | $127,195,589   | $340,794,056   | $467,989,645   | #483        | #229 | 1.35億         |
| 总计                                                           | 总计           | $1,576,551,954 | $3,270,640,478 | $4,847,492,429 |             |      | $1,107-1,118億 |
| 注：(A)表示按照当前票价计算票房收入（由Box Office Mojo计算）。 |                |                |                |                |             |      |                |

### 影评人与公众反应
| 影片                      | 烂番茄           | Metacritic     | 影院评分 |
| ------------------------- | ---------------- | -------------- | -------- |
| 《变形金刚》              | 57%（221条评论） | 61（35条评论） | A        |
| 《变形金刚：复仇之战》    | 19%（243条评论） | 35（32条评论） | B+       |
| 《变形金刚3》             | 35%（247条评论） | 42（37条评论） | A        |
| 《变形金刚4：绝迹重生》   | 18%（188条评论） | 32（38条评论） | A-       |
| 《变形金刚5：最后的骑士》 | 15%（162条评论） | 28（44条评论） | B+       |
| 平均                      | 29%              | 40             | A-       |

### 奥斯卡奖
| 奖项     | 影片                  | 影片                            | 影片                            | 影片                            | 影片                              |
| 奖项     | 《变形金刚》 （2007） | 《变形金刚：复仇之战》 （2009） | 《变形金刚：月黑之时》 （2011） | 《变形金刚：绝迹重生》 （2014） | 《变形金刚：最后的骑士》 （2017） |
| -------- | --------------------- | ------------------------------- | ------------------------------- | ------------------------------- | --------------------------------- |
| 音效剪辑 | 提名                  |                                 | 提名                            |                                 |                                   |
| 音响效果 | 提名                  | 提名                            | 提名                            |                                 |                                   |
| 视觉效果 | 提名                  |                                 | 提名                            |                                 |                                   |